# Med v hlavě
Med v hlavě (v německém originále Honig im Kopf) je německá tragikomedie, kterou v roce 2014 natočil režisér Til Schweiger. Schweiger si zahrál jednu z hlavních rolí, film režíroval a společně s Hilly Martinek napsal scénář. Další hlavní role ztvárnili Emma Schweigerová a Dieter Hallervorden, ve vedlejších rolích se objevili například Jan Josef Liefers, Fahri Jardım a Tilo Prückner. Film, jenž měl světovou premiéru 15. prosince 2014, byl do německých kin uveden dne 25. prosince 2014.

## Děj
Bývalý veterinář Amandus Rosenbach stále častěji pociťuje příznaky Alzheimerovy choroby. Když na pohřbu své ženy Margarethe pronese zmatený projev, divák získá první představu o jeho duševním stavu.
Na naléhání svého syna Nika se Amandus přestěhuje do jeho domu nedaleko Hamburku. Manželství Nika a jeho ženy Sarah je na spadnutí poté, co se Niko dozví, že Sarah měla poměr se svým šéfem Sergem. Amandusův psychický stav brzy vede k několika kritickým situacím, kdy se například pokoušel upéct dort a založil při tom požár v kuchyni, který se Sarah podaří na poslední chvíli uhasit.
Když se Amandusova psychická a motorická kondice zhoršuje a letní oslava Nika a Sarah skončí fiaskem, je Niko nucen umístit ho do pečovatelského centra, avšak Nikova jedenáctiletá dcera Tilda se s tím nehodlá smířit. A tak se vydává se svým dědečkem na výlet do Benátek, kde Amandus strávil líbánky se svou ženou. Tilda se od svého dětského lékaře doktora Ehlerse dozvěděla, že pacientům s Alzheimerovou chorobou může pomoci, když znovu spatří známá místa.
Začátek cesty autem končí po několika kilometrech drobnou nehodou, když Amandus ignoruje červenou na semaforu. Cesta pokračuje vlakem do Bolzana, kde Amandus omylem opustí vlak a hledá toaletu. Jeho vnučka zatáhne za záchrannou brzdu a schová se s Amandusem na nádražním záchodě, dokud se pronásledující policisté nevzdají pátrání po nich. Večer je najde uklízečka Erdal, která jim zařídí, aby mohli pokračovat v cestě do Benátek ovčím transportérem. Když transport zastaví policie, podaří se Amandusovi a Tildě utéct ze zadní části nákladního vozu dřív, než jsou odhaleni. Úkryt najdou v klášteře. Matka představená je jejich příběhem tak dojata, že Amanduse a Tildu odveze až do Benátek. Mezitím Niko a Sarah přiletěli letadlem a ubytují se ve stejném hotelu jako Amandus a Tilda.
Následující noc Amandus bez povšimnutí Tildy opouští hotel. Druhý den ráno ho Tilda najde sedět na lavičce, kde Amandus před mnoha lety seděl se svou ženou Margarethe. Jeho nemoc je již v tak pokročilém stadiu, že Tildu již nepoznává jako svou vnučku a „malou princeznu“. V tu chvíli je oba najdou Niko a Sarah. Všichni čtyři se vydávají na cestu domů do Hamburku.
Sarah se rozhodne vzdát se své práce, aby měla více času na péči o Amanduse. Rozvrácené manželství Nika a Sarah je nakonec zachráněno, když se devět měsíců po jejich návštěvě Benátek Sarah stane matkou chlapce, který je pojmenován po svém nemocném dědečkovi. Amandus si užívá šťastné chvíle s rodinou, dokud v Tildině přítomnosti nezemře na selhání srdce. Na pohřbu leží Tilda na trávě a vzhlíží k nebi, odkud ji nyní Amandus chrání, jak jí za svého života slíbil.

## Obsazení
| Dieter Hallervorden    | Amandus Rosenbach    |
| Emma Schweigerová      | Tilda Rosenbach      |
| Til Schweiger          | Niko Rosenbach       |
| Jeanette Hainová       | Sarah Rosenbach      |
| Katharina Thalbachová  | Vivian Saalfeld      |
| Tilo Prückner          | Dr. Ehlers           |
| Mehmet Kurtuluş        | Dr. Holst            |
| Violetta Schurawlowová | Nonne                |
| Pasquale Aleardi       | policista            |
| Jan Josef Liefers      | Serge                |
| Fahri Jardım           | Erdal                |
| Claudia Michelsenová   | stará jeptiška       |
| Lilly Liefersová       | Smylla               |
| Anneke Kim Sarnau      | správkyně domova     |
| Samuel Koch            | prodejce vstupenek   |
| Janin Ullmannová       | paní na nádraží      |
| Dar Salim              | majitel restaurace   |
| Helmut Zierl           | host restaurace      |
| Dorothea Walda         | Hildegard            |
| Arnel Tači             | Emre                 |
| Tim Wilde              | průvodčí             |
| Luca Zamperoni         | lodník               |
| Samuel Finzi           | číšník               |
| Clelia Sarto           | zdravotní asistentka |
| Zarah McKenzie         | zdravotní asistentka |
| Thomas Fehlen          | strojvedoucí vlaku   |
| Udo Lindenberg         | osobně               |
| Kasem Hoxha            | pyrotechnik          |

## Pozadí
- Natáčení probíhalo od 27. dubna do 4. července 2014 v Hamburku, Šlesvicku-Holštýnsku, Braniborsku, Jižním Tyrolsku a Benátkách.[3] Zámek Altfresenburg sloužil pro natáčení jako domov rodiny Rosenbachových.
- Kromě dcery Tila Schweigera Emmy se ve vedlejší roli objevila i dcera Jana Josefa Lieferse Lilly.[4]
- Původně chtěl režisér Til Schweiger do hlavní role Amanduse Rosenbacha obsadit britského herce Michaela Cainea, jak řekl v březnu 2015 v televizní talk show Markuse Lanze. Poté, co však spatřil Dietera Hallervordena ve filmu Sein letztes Rennen, byl Schweiger hereckým výkonem natolik ohromen, že se rozhodl obsadit Hallervordena.[5]
- Během natáčení se Schweiger a Hallervorden údajně ostře nepohodli kvůli jedné scéně.[6]
- Na letním festivalu vystoupila skupina Ray Collins' Hot Club, která se již objevila ve Schweigerově filmu Barfuss.
- Schweiger vedl v médiích slovní spor o plagiátorství s Claudem Oliverem Rudolphem kvůli obsahové podobnosti s Rudolphovým filmem Liebe mich bis in den Tod z roku 1998.[7][8]
- Film je věnován Herbertovi (Schweigerův otec) a Monice (pravděpodobně jeho matka).[9]
- Film byl poprvé uveden 26. prosince 2017 v německé volně dostupné televizi Sat.1.[10][11]

## Přijetí

### Tržby
V Německu film zhlédlo v kinech 7,19 milionu diváků. Tím se komedie stala nejúspěšnějším filmem uvedeným do kin v roce 2014 a šestým nejúspěšnějším německým filmem ve Spolkové republice Německo od roku 1968. Mezinárodní tržby v kinech přesáhly 60 milionů eur.

### Kritika
Německá Rada pro hodnocení filmů a médií (FBW) udělila filmu hodnocení „hodnotný“ a posoudila jej jako „okouzlující rodinný film s množstvím emocí, okouzlující hlavní herečkou a mnoha dojemnými momenty“.
Filmový web Kino.de film popsal jako „svižnou a dojemnou komedii s vážným podtextem“, která navazuje na motivy a prvky road movie z předchozích filmů Tila Schweigera. Film, který se vyznačuje „nemilosrdnou přímočarostí“, má „rychlé tempo“ a je „nemožné nebýt dojat touto dvouhodinovou jízdou, která chce jediné: aby se lidé sblížili“.
Volker Bleeck, kritik TV Spielfilm, shledal film „dojemným“. Přestože je příběh „poněkud překombinovaný“, film se „dotýká, baví a zprostředkovává“ obtížné téma demence „působivě lehkonohým způsobem“. Vedle hlavní herečky Emmy Schweigerové se o to zasloužil především Dieter Hallervorden, který zde podává výkon, „který překonává i jeho oceňovaný výkon ve [...] filmovém dramatu Sein letztes Rennen“.
Podle recenze v Münchner Abendzeitung je film „úspěšným a odvážným pokusem o všechno: Rodinná zábava, vážné téma, psychologická hloubka i vtip, smích i slzy – o kterém jiném filmu se to dá říct“.
Deník Frankfurter Neue Presse o filmu píše, že „stojí za to ho vidět“, a dodává, že se Til Schweiger „dokázal s obtížným tématem vypořádat tím nejlepším možným způsobem“. Film byl chválen především za herecké výkony Emmy Schweigerové, která ve své roli působila naprosto přirozeně, a Dietera Hallervordena, který své postavě propůjčil důstojnost v každé situaci.
Rudolf Worschech z epd Film udělil filmu 4 hvězdičky z 5 a označil jej za „srdečný film o Alzheimerově chorobě“. Pochválil Schweigerův citlivý popis nemoci, „i když vynechává skutečně extrémní okolnosti nemoci – například agresivitu“. Dieteru Hallervordenovi se podařilo zprostředkovat „vnitřní prázdnotu jeho postavy“.
V některých kruzích bylo také silně kritizováno ztvárnění osoby trpící Alzheimerovou chorobou. Joachim Kurz z časopisu Kino-Zeit hodnotí film jako „skutečnou otravu“ a kritizuje zejména Německou společnost pro Alzheimerovu chorobu, která Schweigerovu filmu přisuzuje autenticitu a realističnost. Naopak „Schweigerova Alzheimerova monzeta“ systematicky ignoruje sociální realitu v Německu, až ji popírá. Konstruuje „novoburžoazní, nablýskaný vzhled..., díky němuž máte pocit, že se pohybujete v kulisách časopisu o interiérovém designu pro moderní městskou vyšší střední třídu“. Kurz doporučuje lidem, kteří mají příbuzné trpící demencí, aby „důrazně nedoporučovali tento film vidět“.
Kriticky se k filmu vyjádřil i časopis Die Zeit: „Nakonec se o příběhu nemocného člověka nedozvíme téměř nic, ale děje se tak s maximální sentimentalitou, která chce být brána jen sama sebou. To lze považovat za velký filmový úspěch represe. Na konci benátského dobrodružství nechá Schweiger dědu Amanduse poměrně rychle zemřít, těsně před krizí péče, domácí realitou, agresí a zoufalstvím, které by mohly zkazit příjemný večer v kině.“
Frankfurter Rundschau zdůraznil „idealistickou notu“ filmu: „[...] to je prostě Til Schweiger: vědomě točí pro Německo hodnotově konzervativní mainstream a dbá zejména na to, aby jeho diváci odcházeli z kina s určitou nadějí. Jinými slovy, diváci jsou přátelským režisérem postaveni do pozice, kdy v první řadě snesou takzvaná těžká témata.“

### Hodnocení diváků
Filmová komunita Moviepilot systematicky manipulovala s hodnocením diváků. Krátce po uvedení filmu do kin bylo vytvořeno mnoho nových účtů ze tří ruských IP adres s cílem udělit filmu co nejvyšší hodnocení. Poté, co byla tato hodnocení zkontrolována a společností Moviepilot smazána, kleslo průměrné hodnocení ze 7,8 na 5,4 bodů. Pachatele manipulace se nepodařilo identifikovat.
Na IMDb má film divácké hodnocení 6,6 z 10 možných bodů (k červenci 2019) a celkově nízký ohlas.

## Adaptace

### Nová filmová verze
V roce 2016 byl ohlášen anglický remake, který Schweiger produkoval a režíroval a v němž hráli Nick Nolte, Matt Dillon a Emily Mortimerová. Natáčení začalo v květnu 2018 a probíhalo v Německu, Itálii a Velké Británii. Do role Amanduse byl původně ohlášen Michael Douglas, nakonec roli převzal Nolte. Film Head Full of Honey byl uveden v USA koncem listopadu 2018 ve velmi omezeném počtu kin. Recenze byly negativní.

### Jevištní adaptace
Scénář napsal Florian Battermann. Hra měla premiéru 18. června 2016 v berlínském divadle Schlosspark. Dolnoněmeckou premiéru nastudoval Frank Grupe 2. října 2016 v divadle Ohnsorg v Hamburku, v hlavních rolích se představili Joachim Bliese a Faria Violetta Giesmann. V sezóně 2019/2020 uvádí divadlo Plauen-Zwickau „Honig im Kopf“ s Michaelem Schrammem a Johannou Franke v hlavních rolích.